# Федерация велосипедного спорта России
Федерация велосипедного спорта России — общероссийская спортивная общественная организация, объединяющая в России виды велоспорта:  трек,  шоссе, маунтинбайк, BMX и представляющая их на мировой спортивной арене.

## История
Федерация велосипедного спорта России учреждена в 1990 году. На сегодняшний день объединяет спортивные организации 63 субъектов Российской Федерации. Федерация велосипедного спорта России  признана Олимпийским Комитетом России, Министерством спорта РФ, Международным Союзом Велосипедистов (UCI), Европейским Союзом Велосипедистов (UEC) в качестве единственной организации, обладающей исключительными полномочиями по управлению развитием велосипедного спорта в стране, проведению связанных с велосипедным спортом национальных и международных соревнований на территории РФ, представлению данного вида спорта в субъектах международных спортивных отношений: осуществлению связей и контактов с Международным Союзом Велосипедистов, национальными союзами и федерациями велосипедистов в других странах, а также иными иностранными, российскими и международными объединениями.
Сегодня президентом федерации является Вячеслав Екимов председатель Совета директоров Международной группы компаний «Итера». Генеральный директор — Юрий Кучерявый.
Штаб-квартира Федерации находится в Москве.

## Структура Федерации
Федерация велосипедного спорта России состоит из президента, генерального директора, конференции, президиума, главного тренерского совета, тренерского совета по видам велоспорта, коллегии комиссаров, экспертного совета, совета по вопросам ветеранов велоспорта и совета спортсменов.
Высшим руководящим органом Федерации является созываемая решением Президиума Конференция, которая проводится не реже одного раза в год. Президиум избирается на Конференции сроком на 4 года. Президент Федерации осуществляет руководство всеми направлениями деятельности Федерации, возглавляет Президиум и Исполком Федерации и избирается Конференцией на 4 года большинством голосов делегатов, присутствующих на Конференции.

### Президенты Федерации
Андрей Захаров — до 2000 года.
Александр Гусятников — 2000—2008 годы.
Олег Сиенко — 2008—2010 годы (в 2010 году подал в отставку по причине загруженности на основном месте).
Игорь Макаров — 2010—2016
Вячеслав Екимов — 2016—2024
Юрий Кучерявый — 2024 по настоящее время

### Главные тренеры сборной России
Трек — Сергей Ковпанец (ЗТР);
Шоссе — Сергей Иванов (МСМК);
Маунтинбайк — Вячеслав Устинович (ЗТР);
BMX — Павел Костюков (МСМК)

### Механики сборной России
Главный механик СР с 1990 года — Анатолий Синцовский.

## Достижения России на международных соревнованиях

### Трековый велоспорт
| Дата      | Золото | Золото                         | Серебро | Серебро                            | Бронза | Бронза                               |
| Дата      | Кол-во | Спортсмен                      | Кол-во  | Спортсмен                          | Кол-во | Спортсмен                            |
| --------- | ------ | ------------------------------ | ------- | ---------------------------------- | ------ | ------------------------------------ |
| ЧМ - 1993 | -      |                                | 1       | Самохвалова                        | -      |                                      |
| ЧМ - 1994 | 1      | Енюхина                        | 2       | Самохвалова (2)                    | 1      | Гришина                              |
| ЧМ - 1995 | 1      | Самохвалова                    | 2       | Енюхина, Слюсарева                 | -      |                                      |
| ЧМ - 1996 | 1      | Самохвалова                    | -       |                                    | 1      | Фаткулина                            |
| ОИ - 1996 | -      |                                | 1       | мужчины (ком. гонка преследования) | -      |                                      |
| ЧМ - 1997 | 1      | Каримова                       | 2       | Каримова, Марков                   | 1      | Гришина                              |
| ЧМ - 1998 | -      |                                | -       |                                    | 1      | Слюсарева                            |
| ЧМ - 1999 | -      |                                | -       |                                    | 1      | мужчины (ком. гонка преследования)   |
| ЧМ - 2000 | -      |                                | -       |                                    | 2      | Слюсарева, Чалых                     |
| ОИ - 2000 | -      |                                | 1       | Гришина                            | 2      | Слюсарева, Марков                    |
| ЧМ - 2001 | 2      | Слюсарева, Гранковская         | 1       | Слюсарева                          | 1      | Чалых                                |
| ЧМ - 2002 | 1      | Слюсарева                      | 1       | Слюсарева                          | 1      | Слюсарева                            |
| ЧМ - 2003 | 4      | Слюсарева (2), Гранковская (2) | -       |                                    | 2      | Слюсарева, Гришина                   |
| ЧМ - 2004 | 2      | Слюсарева, Гранковская         | -       |                                    | 2      | Слюсарева, Чалых                     |
| ОИ - 2004 | 2      | Слюсарева, Игнатьев            | 1       | Абасова                            | -      |                                      |
| ЧМ - 2005 | 1      | Слюсарева                      | 2       | Слюсарева, Абасова                 | -      |                                      |
| ЧМ - 2006 | -      |                                | 2       | Слюсарева (2)                      | 1      | Слюсарева                            |
| ЧМ - 2007 | -      |                                | -       |                                    | 1      | Игнатьев                             |
| ЧМ - 2008 | -      |                                | -       |                                    | 1      | Марков                               |
| ОИ - 2008 | -      |                                | -       |                                    | 1      | мужчины (мэдисон)                    |
| ЧМ - 2011 | -      |                                | 1       | мужчины (ком. гонка преследования) | -      |                                      |
| ЧМ - 2012 | 1      | Чулкова                        | 1       | Гниденко                           | -      |                                      |
| ЧМ - 2013 | -      |                                | 1       | Дмитриев                           | 2      | Свешников, Романюта                  |
| ЧМ - 2014 | -      |                                | -       |                                    | 4      | Дмитриев, Манаков, Романюта, Войнова |
| ЧМ - 2015 | 2      | Ершов, Войнова                 | 2       | Дмитриев, Войнова, Шмелёва         | -      |                                      |
| ЧМ - 2016 | 2      | Войнова (2), Шмелёва           | -       | -                                  | 1      | Дмитриев                             |
| ОИ - 2016 | -      |                                | 1       | Войнова, Шмелёва                   | 1      | Дмитриев                             |
| ЧМ - 2017 | 4      | Дмитриев,Шмелёва(2), Войнова   |         |                                    | 1      | Войнова                              |
| ЧМ - 2018 |        |                                | 1       | Шмелёва                            | 3      | Евтушенко,Шмелёва,Войнова            |
| ЧМ - 2019 | 1      | Шмелёва                        |         | Шмелёва,Войнова                    |        | Шмелева                              |
| ЧМ - 2020 |        |                                | 1       | Войнова                            |        |                                      |
| ВСЕГО     | 21     |                                | 22      |                                    | 27     |                                      |

### Шоссейный велоспорт
| Дата      | Золото | Золото                   | Серебро | Серебро     | Бронза | Бронза      |
| Дата      | Кол-во | Спортсмен                | Кол-во  | Спортсмен   | Кол-во | Спортсмен   |
| --------- | ------ | ------------------------ | ------- | ----------- | ------ | ----------- |
| ЧМ - 1993 | 1      | женщины (командная гонка | -       |             | -      |             |
| ЧМ - 1994 | 1      | женщины (командная гонка | -       |             | -      |             |
| ОИ - 1996 | 1      | Забирова                 | -       |             | -      |             |
| ЧМ - 1997 | -      |                          | 1       | Забирова    | -      |             |
| ЧМ - 1998 | -      |                          | 1       | Забирова    | -      |             |
| ОИ - 2000 | 1      | Екимов                   | -       |             | -      |             |
| ЧМ - 2002 | 1      | Забирова                 | -       |             | -      |             |
| ЧМ - 2003 | -      |                          | -       |             | 1      | Забирова    |
| ЧМ - 2004 | -      |                          | -       |             | 1      | Забирова    |
| ОИ - 2004 | 1      | Екимов                   | -       |             | 1      | Слюсарева   |
| ЧМ - 2007 | -      |                          | 1       | Игнатьев    | -      |             |
| ОИ - 2008 | -      |                          | -       |             | 1      | Колобнев    |
| ЧМ - 2009 | -      |                          | 1       | Колобнев    | -      |             |
| ОИ - 2012 | -      |                          | -       |             | 2      | Забелинская |
| ОИ - 2016 | -      |                          | 1       | Забелинская | -      |             |
| ВСЕГО     | 6      |                          | 5       |             | 6      |             |

см.также: Чемпионат России по шоссейному велоспорту

### Маунтинбайк
| Дата      | Золото | Золото     | Серебро | Серебро    | Бронза | Бронза     |
| Дата      | Кол-во | Спортсмен  | Кол-во  | Спортсмен  | Кол-во | Спортсмен  |
| --------- | ------ | ---------- | ------- | ---------- | ------ | ---------- |
| ЧМ - 2003 | -      |            | -       |            | 1      | Калентьева |
| ЧМ - 2004 | -      |            | 1       | Калентьева | -      |            |
| ЧМ - 2006 | -      |            | 1       | Калентьева | -      |            |
| ЧМ - 2008 | -      |            | -       |            | 1      | Калентьева |
| ОИ - 2008 | -      |            | -       |            | 1      | Калентьева |
| ЧМ - 2009 | 1      | Калентьева | -       |            | -      |            |
| ЧМ - 2010 | -      |            | 1       | Калентьева | -      |            |
| ЧМ - 2014 | -      |            | 1       | Калентьева | -      |            |
| ЧМ - 2015 | -      |            | 1       | Калентьева | -      |            |
| ВСЕГО     | 1      |            | 5       |            | 3      |            |

### ВМХ
На данный момент отсутствуют призёры.

## Велотреки России
В настоящий момент Россия имеет три крытых велосипедных трека, соответствующих всем требованиям международных соревнований: «Крылатское» (Москва), «Локосфинкс» (Санкт-Петербург), «Омский велотрек» (Омск). В рамках федеральной целевой программы «Развитие физической культуры и спорта в РФ на 2006—2015 годы», планируется ввести в строй велотрек в Туле, Екатеринбурге, Самаре.
Также Федерация для проведения различных всероссийских соревнований использует 4 открытых трека:
Тульский велотрек, Тула — самое старое спортивное сооружение в России (1896 год постройки);
Велотрек «Сатурн», Пенза
Ярославский велотрек, Ярославль
Велотрек «Локомотив», Ростов-на-Дону
Наиболее значимые международные соревнования, проводившиеся на велотреках России:
- Этапы кубка Мира (2000, 2002—2006)
- Чемпионат Европы (1996, 2003)
- Чемпионат Мира среди юниоров (2003, 2009, 2011)
- Молодёжный Чемпионат Европы (2010)

## Велотрассы России
- «Крылатское»